# Dermestes tessellatocollis
Dermestes tessellatocollis es una especie de escarabajo de piel del género Dermestes, tribu Dermestini, subfamilia Dermestinae. Fue descrita por Motschulsky en 1860.

## Descripción
Mide 7-8 mm de longitud. El pronoto es amarillo pálido cubierto de pelos. Especie poco conocida de la cual se tienen pocos registros.

## Distribución y hábitat
Se distribuye por Afganistán, Corea, Japón, Siberia y Tíbet.